# Cerro Quinquilil
Cerro Quinquilil är ett berg i Chile.   Det ligger i provinsen Provincia de Cautín och regionen Región de la Araucanía, i den södra delen av landet, 700 km söder om huvudstaden Santiago de Chile. Toppen på Cerro Quinquilil är 2 075 meter över havet, eller 398 meter över den omgivande terrängen. Bredden vid basen är 5,3 km.
Terrängen runt Cerro Quinquilil är kuperad åt sydväst, men åt nordost är den bergig. Runt Cerro Quinquilil är det mycket glesbefolkat, med 6 invånare per kvadratkilometer..
I omgivningarna runt Cerro Quinquilil växer i huvudsak blandskog.